# آی‌تی‌وی گرانادا
آی‌تی‌وی گرانادا (انگلیسی: ITV Granada) که پیشتر با نام گرانادا تله‌ویژن شناخته می‌شد، یک کمپانی تلویزیونی ناحیه‌ای در شمال غربی انگلستان است. این شرکت، بزرگترین تولیدکنندهٔ مستقل فرنچایز تلویزیونی در بریتانیا محسوب می‌شود و به تنهایی ۲۵٪ از خروجی پخش‌شده از آی‌تی‌وی را تولید می‌کند. 
پخش برنامه‌های گرانادا تله‌ویژن از ۳ مه ۱۹۵۶ آغاز شد، تحت امتیاز پخش در روزهای هفته برای شمال انگلستان؛ این پنجمین امتیاز تلویزیونی بود که آغاز به کار کرد. گرنادا با هویتی متمایز و شمالی شناخته می‌شد و از لوگویی با حرف استیلیزه‌ی «G» استفاده می‌کرد که به شکل پیکانی به سمت شمال اشاره داشت و اغلب با شعار «Granada: from the North» (گرنادا: از شمال) همراه بود. منطقه شمال‌غرب به‌عنوان موفق‌ترین فرنچایز شبکه آی‌تی‌وی شناخته می‌شود.
برخی از مشهورترین تولیدان این شبکهٔ تولید تلویزیونی عبارتند از: خیابان کورونیشن و باری دیگر برایدزهد.